# Epiaeschna heros
Aeschne majestueuse
Espèce
Statut de conservation UICN

 LC  : Préoccupation mineure
Epiaeschna heros, l’Aeschne majestueuse, est une espèce de libellules de la famille des Aeshnidae (sous-ordre des Anisoptères, ordre des Odonates).

## Description
Avec près de 116 mm d'envergure, c'est la plus large des Aeshnidae d'Amérique du Nord.

## Répartition
Ce taxon se rencontre au Canada et aux États-Unis : .

## Systématique
Le nom valide complet (avec auteur) de ce taxon est Epiaeschna heros (Fabricius, 1798).
Ce taxon porte en français le nom vernaculaire ou normalisé suivant : Aeschne Majestueuse,.
Epiaeschna heros a pour synonymes :
- Aeschna heros Fabricius, 1798
- Aeshna multicincta Say, 1840